# Tvings landskommun
Tvings landskommun var en tidigare kommun i Blekinge län.

## Administrativ historik
När 1862 års kommunalförordningar trädde i kraft år 1863 inrättades i Tvings socken i Medelstads härad i Blekinge denna kommun. År 1870 delades den och Eringsboda landskommun bröts ut.
Vid kommunreformen 1952 återförenades Eringsboda och Tving i storkommunen Tving. År 1963 delades Tving åter upp genom att Eringsboda församling fördes till Kallinge landskommun (sedan 1967 i Ronneby kommun) och Tvings församling fördes till Fridlevstads landskommun (sedan 1974 i Karlskrona kommun).

### Kyrklig tillhörighet
I kyrkligt hänseende tillhörde kommunen Tvings församling. Den 1 januari 1952 tillkom Eringsboda församling.

## Geografi
Tvings landskommun omfattade den 1 januari 1952 en areal av 278,00 km², varav 258,39 km² land.

### Tätorter i kommunen 1960
| Tätort     | Folkmängd |
| ---------- | --------- |
| Eringsboda | 371       |
| Tving      | 308       |

Tätortsgraden i kommunen var den 1 november 1960 22,1 procent.

## Politik

### Mandatfördelning i valen 1938–1958
| 12 | 2 | 6 | 5 |

| 25 |

| 11 | 7 | 6 |

| 24 |

| 3 | 7 | 9 | 5 |

| 24 |

| 14 | 11 | 6 | 4 |

| 32 |

| 14 | 11 | 5 | 5 |

| 31 |

|  | 12 | 11 | 4 | 7 |

| 31 |